# Sanofi
Sanofi je francosko nadnacionalno podjetje, katerega dejavnosti vključujejo farmacijo (zlasti zdravila na recept na področju diabetesa, redkih bolezni, multiple skleroze in onkologije ter izdelke za zdravje potrošnikov) in cepiva.
Leta 2015 je skupina kmalu po prihodu Olivierja Brandicourta kot izvršnega direktorja začela strateški prehod iz organizacije po geografskem območju (sedem subjektov) v organizacijo po proizvodih (pet entitet).
Vodilno francosko podjetje na področju raziskav in razvoja je Sanofi leta 2018 v to področje vložilo 5,894 milijarde evrov (17,1% prometa).